# Changhe Freedom
Changhe Freedom (福瑞达) — серия микровэнов вместимостью от 5 до 8 мест, выпускавшихся с 2007 по 2014 год китайской компанией Changhe.

## Описание
Changhe Freedom был разработан как микровэн. Изначально его задние фонари были расположены на заднем бампере, а позже они были перенесены на D-образные стойки.

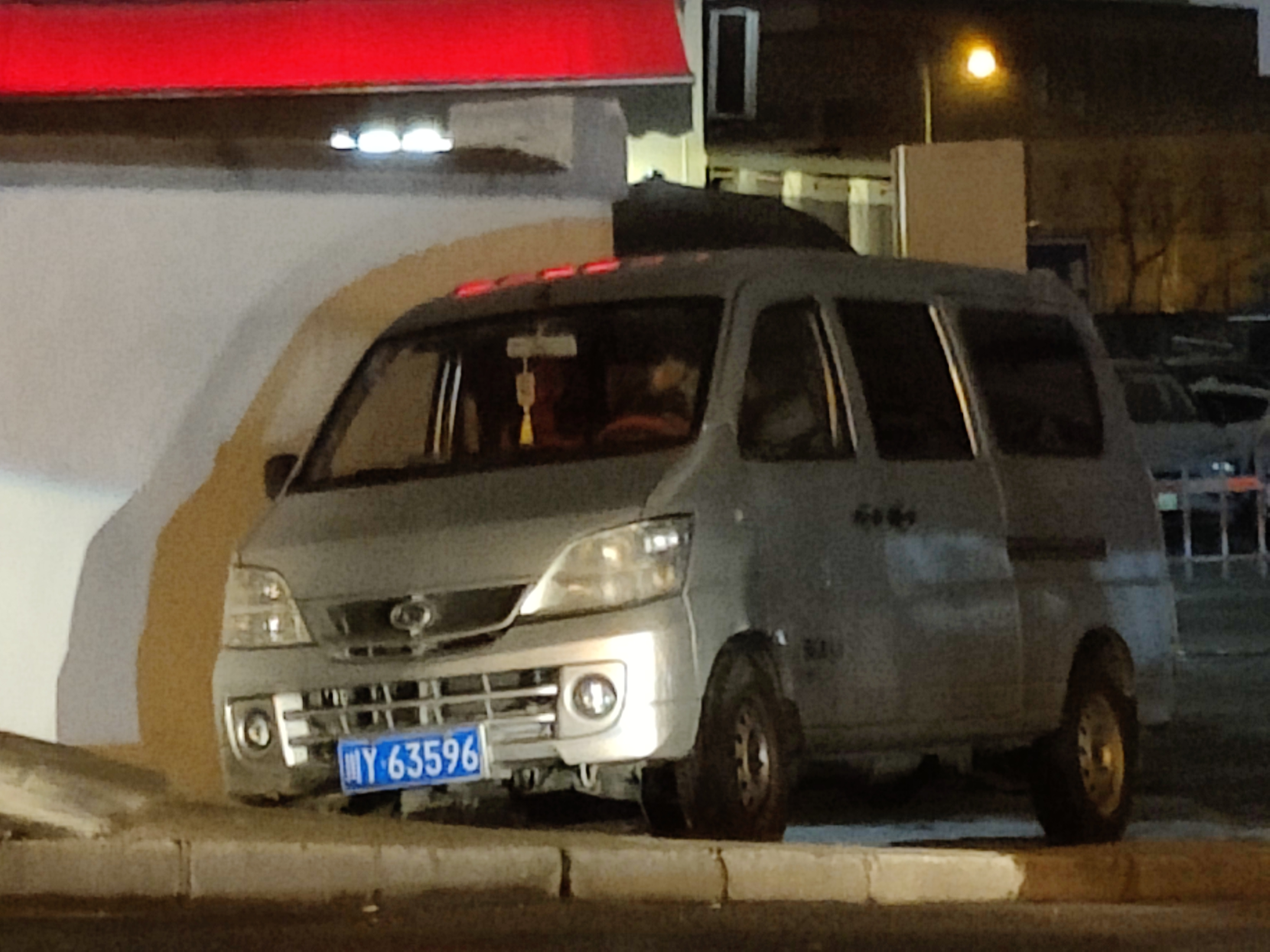
Вид спереди
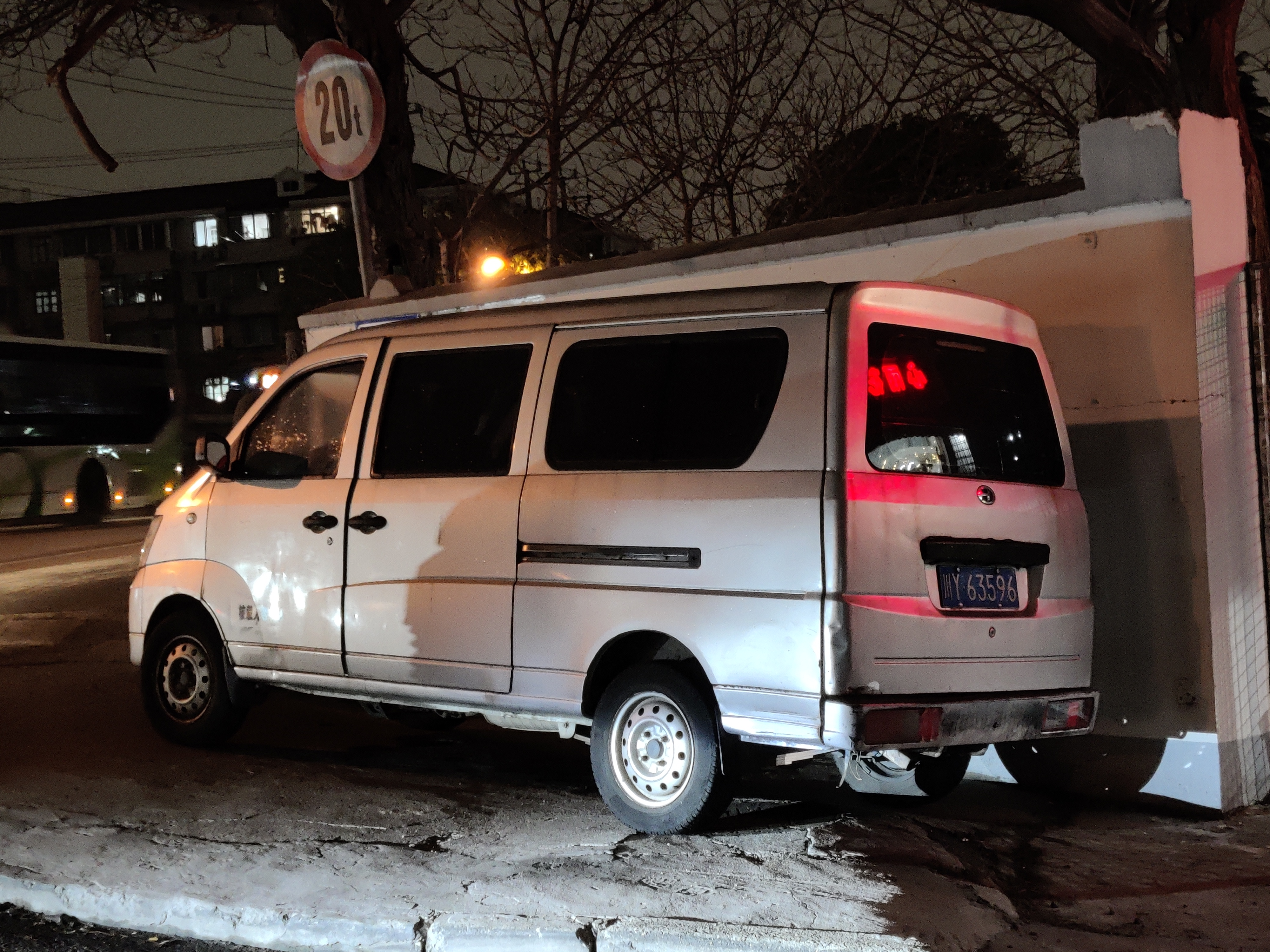
Вид сзади

Автомобиль оснащался 1,0-литровым рядным четырёхцилиндровым двигателем мощностью 60—95 л. с. Коробка передач — пятиступенчатая механическая.

Ценовой диапазон варьировался от 28800 до 47800 юаней.

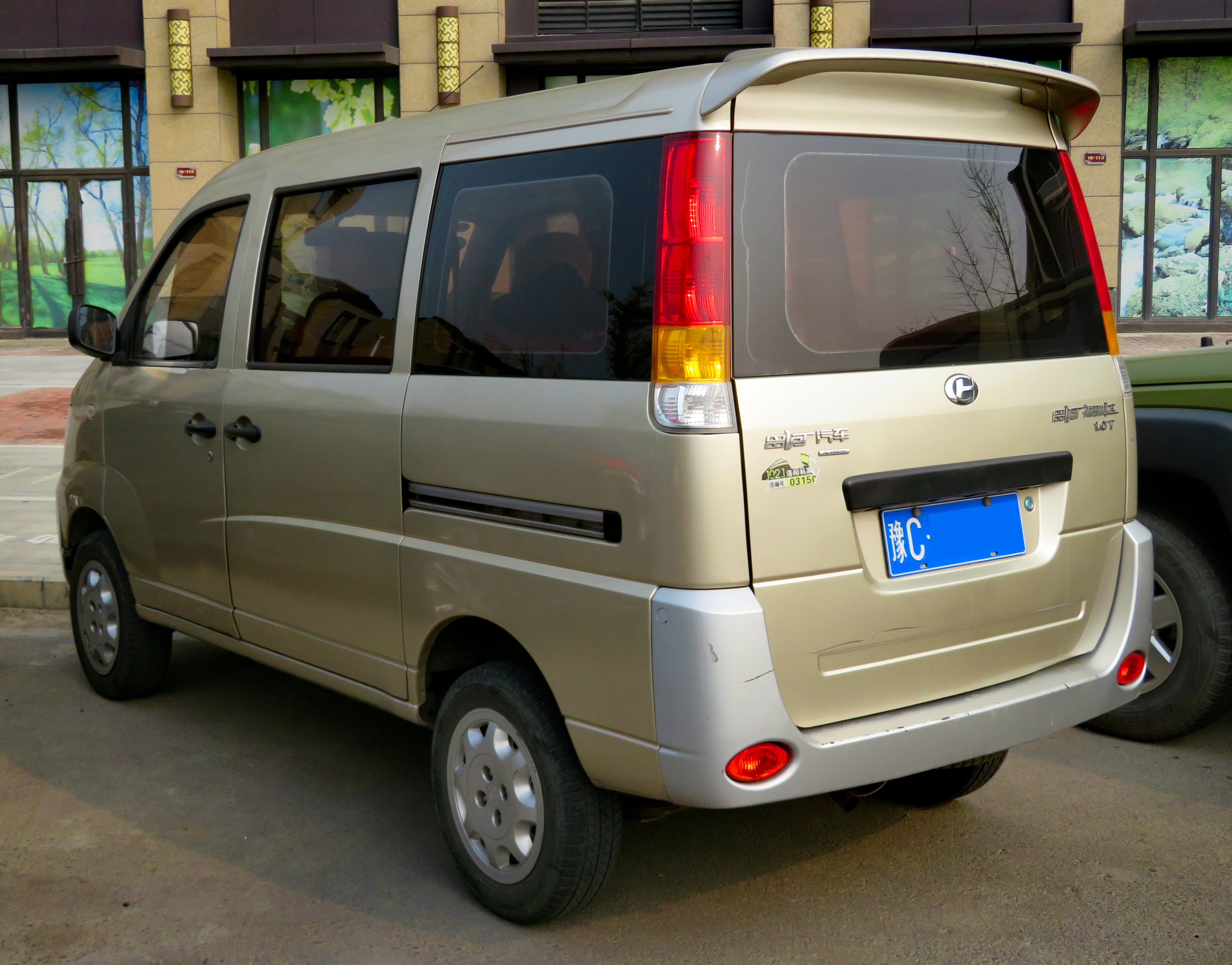
2010 Jiangxi-Changhe Freedom 1.0T (вид сзади)

## Changhe Freedom K21 и K22
Changhe Freedom K21 и K22 — пикапы на базе Changhe Freedom. K21 имеет одинарную кабину, а K22 — двойную.

Ценовой диапазон Changhe Freedom K21 варьировался от 37400 до 48800 юаней, а Changhe Freedom K22 — от 39400 до 51300 юаней.

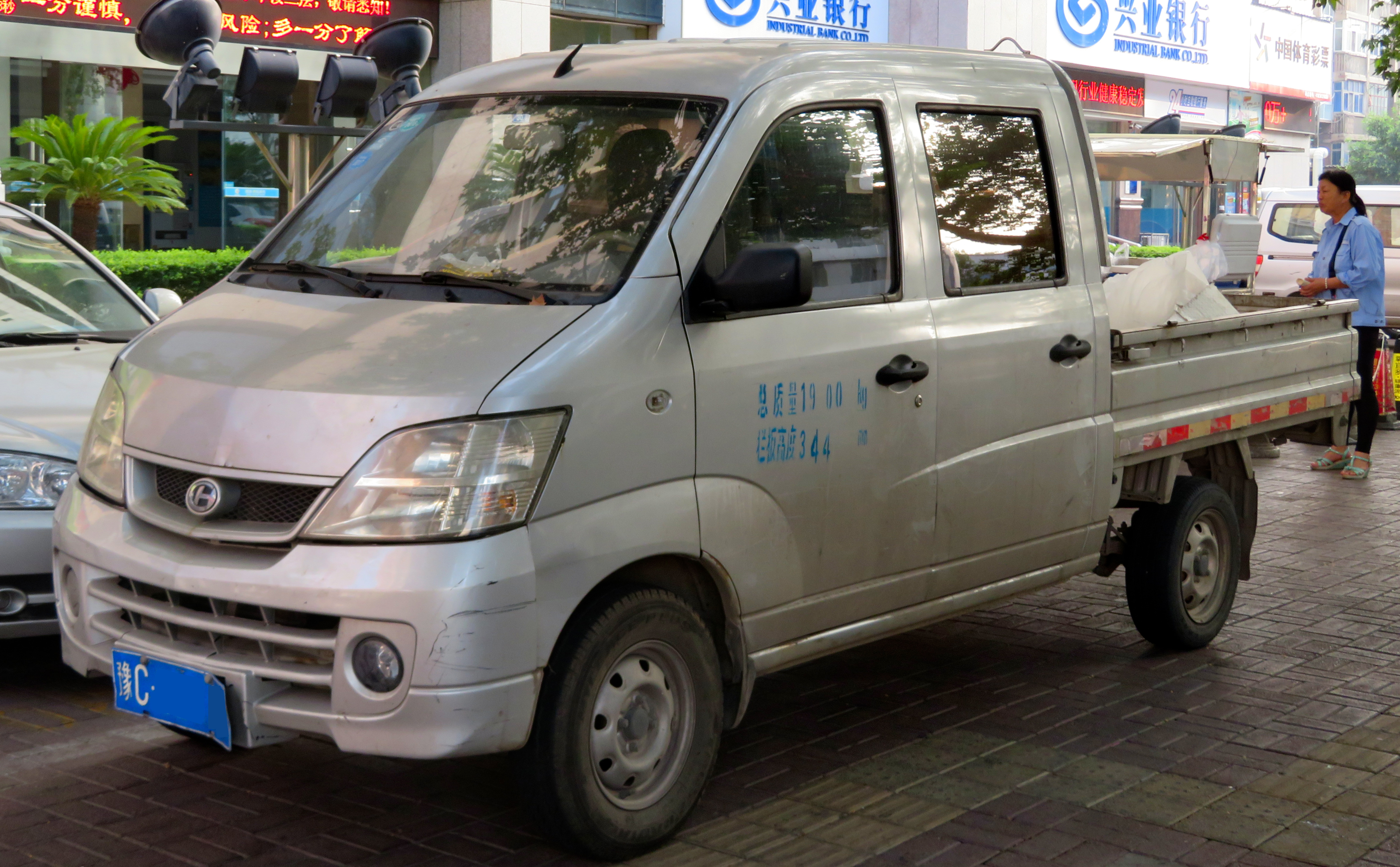
Changhe Freedom K22 (вид спереди)
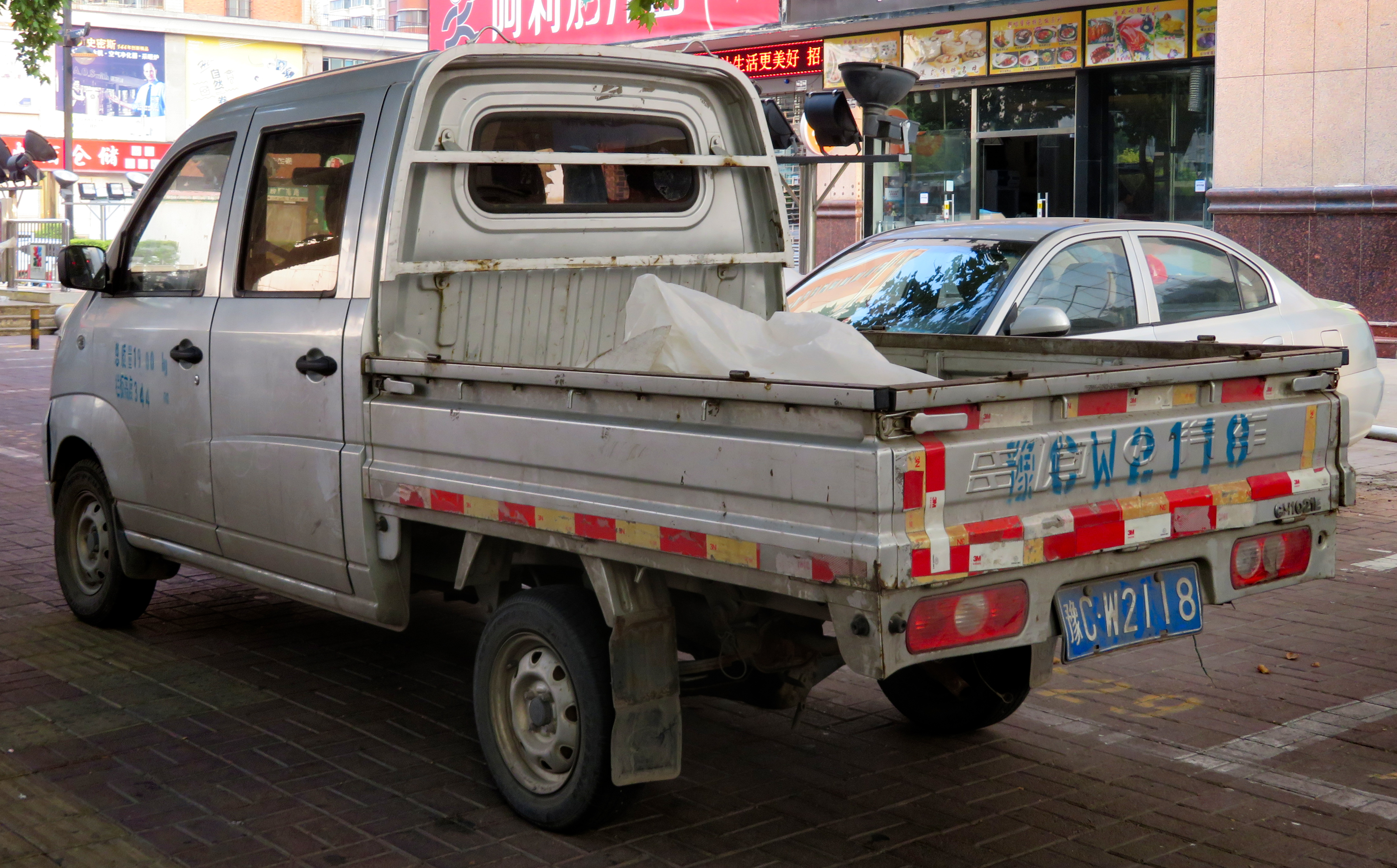
Changhe Freedom K22 (вид сзади)